# Jusuf Prazina
 (juillet 2013).
Si vous disposez d'ouvrages ou d'articles de référence ou si vous connaissez des sites web de qualité traitant du thème abordé ici, merci de compléter l'article en donnant les références utiles à sa vérifiabilité et en les liant à la section « Notes et références ».
Jusuf "Juka" Prazina, est né à Sarajevo en République socialiste de Bosnie-Herzégovine le 7 septembre 1963 et a été assassiné par un de ses gardes du corps près de la frontière belge le 4 décembre 1993. Il a participé à la guerre de Bosnie en tant que membre de l'armée de la république de Bosnie-Herzégovine (ARBiH) et du Conseil de défense croate (HVO).

Dans sa jeunesse, il a passé du temps dans diverses prisons et établissements correctionnels de l'ex-Yougoslavie. Au cours des années 1980, il s'est impliqué dans le crime organisé, prenant finalement la tête de son propre gang de racket basé à Sarajevo.

## La guerre
Avec le début du siège de Sarajevo en 1992, Prazina a transformé son gang en une force de combat paramilitaire efficace. Cette force a joué un rôle significatif dans la lutte contre le siège mené par l'armée de la république serbe de Bosnie(VRS). Pour sa contribution à la défense de la ville, il a été nommé chef des forces spéciales du gouvernement.
Sa contribution à l'effort de guerre de Bosnie suscite la controverse. Certains le considèrent comme un héros défendant sa ville, tandis que d'autres le voient comme un criminel sans scrupules exploitant la guerre pour ses activités malhonnêtes.
La défense de Sarajevo n'était pas préparée et dépendait initialement en partie de criminels, qui ont progressivement disparu avec la professionnalisation de l'armée de Bosnie. Au milieu de l'année 1993, le gouvernement de la république de Bosnie-Herzégovine a commencé à traiter ces groupes criminels de Sarajevo de manière plus stricte. Ainsi, Ramiz Delalić (Ćelo) a été accusé de crimes, et Mušan Topalović (Caco) a été tué lors de son arrestation.

## La chute
Juka Prazina est devenu une source de préoccupation pour le gouvernement bosnien, qui avait besoin de démontrer qu'il disposait d'une force militaire fiable. Il a été accusé d'avoir commis divers crimes de guerre, et des membres de son unité ont été impliqués dans des extorsions, des vols, ainsi que dans différents actes de violence contre des civils.
Son expulsion de Sarajevo à l'automne 1992 symbolise le déclin des "mahalske bande" (bandes de quartier) face aux milices néo-urbaines, principalement des bosniaques du sandzak.
Après avoir été expulsé de Sarajevo, Juka a tenté, avec une partie de ses combattants, de s'imposer au sein des structures de l'armée de Bosnie sur le mont Igman, puis à Mostar. 
À partir du printemps 1993, il a combattu sous les rangs du Conseil de défense croate (HVO), avant d'être contraint de quitter la Bosnie-Herzégovine. 
De plus en plus isolé, c'est finalement en raison de ces multiples rejets qu'il a été abattu par ses propres gardes du corps en Belgique en décembre 1993.